# Dakui
Dakui (kinesiska: 大隗, 大隗镇) är en köping i Kina. Den ligger i provinsen Henan, i den centrala delen av landet, omkring 38 kilometer söder om provinshuvudstaden Zhengzhou. Antalet invånare är 54 201. Befolkningen består av 26 329 kvinnor och 27 872 män. Barn under 15 år utgör 16,0 %, vuxna 15-64 år 73 %, och äldre över 65 år 9,0 %.
Genomsnittlig årsnederbörd är 710 millimeter. Den regnigaste månaden är juli, med i genomsnitt 149 mm nederbörd, och den torraste är januari, med 4 mm nederbörd.